# Грунський район
Грунський райо́н — колишній район Богодухівської (Охтирської) округи, Харківської і Сумської областей.

## Історія
Утворений 7 березня 1923 з центром в селі Грунь у складі Богодухівської округи Харківської губернії з Грунської, Комишанської, Куземинської волостей Зіньківського повіту.
12 листопада 1923 Богодухівська округа перейменована на Охтирську з перенесенням адміністративного центру.
5 січня 1925 село Заріччя перейшло до Охтирського району.
3 червня 1925 Охтирська округа ліквідована, район перейшов до Полтавської округи на Полтавщині.
15 вересня 1930 після скасування округ підпорядковується безпосередньо Українській РСР.
3 лютого 1931 розформований з віднесенням території до Зіньківського району.
17 лютого 1935 утворений знову в складі Харківської області. До складу району увійшли Грунська, Будянська, В'язівська, Гнилицька, Довжицька, Комишівська, Карпилівська, Куземинська, Молотовська, Мало-Павлівська, Пирківська, Рибальська, Шенгеріївська та Щомівська сільські ради Зіньківського району.
10 січня 1939 перейшов до складу новоутвореної Сумської області.
Розформований 11 березня 1959, територія включена до Охтирського району.